# 芝原暁彦
芝原 暁彦（しばはら あきひこ、1978年1月13日 - ）は、日本の古生物学者・3D-CAM研究者、博士（理学）。地球科学可視化技術研究所 所長。恐竜学研究所（福井県立大学）客員教授。古生物学・古環境学、地球科学情報の「見える化」技術など、アカデミックなフィールドで知見を深め、メーカーへの技術移転や科学番組を監修。 

## 来歴
福井県福井市出身。4歳の時に国立科学博物館でタルボサウルスの全身骨格を見たことを機に化石を仕事にすると決める。1996年、福井県立高志高等学校卒業。2000年、筑波大学第一学群自然学類卒業。2007年、筑波大学大学院生命環境科学研究科後期博士課程修了、博士（理学）の学位を取得（論文タイトルは『Late Quaternary paleoceanographic changes off southeastern Hokkaido, based on foraminiferal assemblages』）。
18歳から20歳まで福井県の恐竜発掘に参加し、その後は北太平洋やオマーンなどで微化石の調査を行う。筑波大学で博士号を取得後は、（国研）産業技術総合研究所で化石標本の3D計測やVR展示、3Dプロジェクションマッピングなど、博物館展示と地球科学の可視化に関する研究を行った。2016年にはこれらの技術をもとに産総研発ベンチャー地球技研を設立、「未来の博物館」を創出するための研究を続けている。また東京地学協会、日本地図学会の各委員を兼任。専門は地球科学、博物館学、CAD、GIS。

### 人物・エピソード
- 幼い頃から特撮に親しみ、自主特撮映像を撮影したことがある。好きな戦隊モノは「特捜戦隊デカレンジャー」でゴジラ映画は「ゴジラvsビオランテ」。[6]
- 大変な愛妻家で学生時代に出会った妻のことを今でも愛している。[7]

## 主な著作物

### 連載
- 『芝原博士の「ウルトラマンアーク」科学研究室』（TSUBURAYA IMAGINATION, 2024年～） [8]

- 『芝原博士とかいじゅうを科学する研究室』（TSUBURAYA IMAGINATION, 2025年～）[9]
- 『芝原博士とかいじゅうを科学する研究室 「空想特撮シリーズ　ウルトラマン」編』（TSUBURAYA IMAGINATION, 2025年～）[10]

### 著書
- 『薄片でよくわかる 岩石図鑑: 含まれる鉱物や組織で種類を知る』（日本の岩石研究者の有志『チームG』との共著）誠文堂新光社、2014年3月、ISBN 978-4416114070
- 『化石観察入門: 様々な化石の特徴、発掘方法、新しい調べ方がわかる』誠文堂新光社、2014年7月、ISBN 978-4416114568
- 『地質学でわかる！恐竜と化石が教えてくれる世界の成り立ち』実業之日本社、2018年1月、ISBN 978-4408337616
- 『特撮の地球科学 古生物学者のスーパー科学考察』（大内ライダーと共著）イースト・プレス、2021年4月、ISBN 978-4781619729
- 『おせっかいな化石案内: 見えないものが見えてくる! 古生物の観賞ポイントを解説してみた』誠文堂新光社、2024年7月、ISBN 978-4416623121

### 監修
- 『世界の恐竜MAP 驚異の古生物をさがせ! 』エクスナレッジ、2016年8月、ISBN 978-4767821887
- 『楽しい動物化石』河出書房新社、2016年10月、ISBN 978-4309255682
- 『ああ、愛しき古生物たち － 無念にも滅びてしまった彼ら』サクラBooks 、2018年10月、ISBN 978-4773089233
- 『日本の古生物たち』笠倉出版社、2019年10月、ISBN 978-4773089448
- 『古生物のしたたかな生き方』幻冬舎、2020年1月、ISBN 978-4344035621
- 『化石ドラマチック』イースト・プレス、2020年5月、ISBN 978-4781618807
- 『学名で楽しむ恐竜・古生物』イースト・プレス、2020年9月、ISBN 978-4781619200
- 『生きている化石図鑑-すばらしき「名品」生物たち』笠倉出版社、2021年6月、ISBN 978-4773061345
- 『恐竜・古生物に聞く　第６の大絶滅、君たち（人類）はどう生きる？』、イースト・プレス、2021年6月、ISBN 978-4781619842
- 『ゼロから楽しむ 古生物 姿かたちの移り変わり (生物ミステリー)』技術評論社、2021年7月、ISBN 978-4297122287
- 『ディノアース・化石恐竜消しゴム』サンスター文具、2022年[11]
- 『ディノアース・アクション立体パズル』サンスター文具、2023年[12]
- 『古生物のりれきしょ』技術評論社、2024年7月、ISBN 978-4297143350
- 『基本から「なぜ?」まですっきり理解できる 古生物超入門』立夏堂、2025年3月、ISBN 978-4911410004
- 『ロストアニマルプラネット』NTTドコモXRCityアプリ、2023年～[13]

### 番組監修
- 『ウルトラマントリガー NEW GENERATION TIGA』（2021年、テレビ東京） - 地学監修
- 『日本沈没-希望のひと-』（2021年、TBS「日曜劇場」） - 地図監修
- 『ウルトラマンデッカー』（2022年、テレビ東京） - 地学監修
- 『ウルトラマンブレーザー』（2023年、テレビ東京） - 地学監修
- 『ウルトラマンアーク』（2024年、テレビ東京） - 科学考証、出演（第5話）
- 『ウルトラマンオメガ』（2025年、テレビ東京） - 科学考証

### 協力
- 『ブラタモリ』（2017年〜、NHK） - 箱根回、立山回ほか資料提供

## 主な出演
- 『ビットワールド』謎の古生物の正体を探れ!（2022年2月4日、NHK）[14]
- 『探求の階段』立体地図で未来につながる情報を（2019年12月5日、テレビ東京）[15]
- 『築き人』【俳優・田中道子×古生物学者・芝原暁彦】（2023年8月31日、9月7日テレビ東京）[16][17]